# 마리오 (시리즈)
《마리오》는 가상의 인물 마리오를 주인공으로 비디오 게임 회사 닌텐도가 제작하는 미디어 프랜차이즈이다. 본래 비디오 게임 프랜차이즈로 시작했지만, 이후 텔레비전 프로그램, 만화, 1993년 극장영화, 놀이기구 등 다른 매체로 확장했다. 시리즈 공식 첫 번째 작품은 1983년에 발매된 《마리오브라더스》이나, 그 이전에도 1981년 게임 《동키콩》에서 마리오가 이미 등장하고 게임 & 워치 오락기 등에서도 활약한 바 있다. 《마리오》 시리즈의 비디오 게임들은 닌텐도 이외에 허드슨 소프트, 알파드림 등 다양한 개발사들이 제작하고 있으며, 《마리오》 게임들 대다수가 닌텐도의 휴대용 및 가정용 게임기 전용으로만 출시된다.
《마리오》의 하위 시리즈 중 가장 주력인 비디오 게임 시리즈는 《슈퍼 마리오》 플랫폼 게임이다. 1985년에 출시된 《슈퍼 마리오브라더스》에서 가상의 나라 버섯 왕국에서 펼치는 마리오의 모험을 그렸으며, 마리오의 뛰고 달리는 능력을 이용해 레벨 내의 장애물을 돌파하는 것이 목표이다. 이후 시리즈가 수많은 장르로 확장돼 200개 이상의 게임들이 제작됐으며, 《마리오 골프》, 《마리오 카트》, 《마리오 파티》, 《마리오 테니스》, 《마리오 vs. 동키콩》, 《페이퍼 마리오》 등 파생 하위 시리즈들이 등장했다. 동키콩, 와리오, 요시와 같은 《마리오》 시리즈 내의 등장인물들 또한 독자적인 파생 시리즈를 갖게 됐다.
《마리오》는 비디오 게임 역사상 기록적인 성공을 거둔 프랜차이즈로 대두돼며, 《슈퍼 마리오》 플랫폼 게임 시리즈를 포함한 많은 게임들은 최고의 평가를 받았다. 2021년 기준 시리즈 전체 판매량이 7억 5806만 장으로, 그 중 《슈퍼 마리오》 하위 시리즈만으로는 3억 8892만 장을 기록해, 역사상 가장 많이 팔린 비디오 게임 프랜차이즈이자 세계에서 성공적인 미디어 프랜차이즈들 중 하나로 꼽힌다.

## 비디오 게임

### 플랫포머
1985년, 마리오는 패밀리 컴퓨터 게임기로 발매된 횡스크롤 플랫폼 게임 《슈퍼 마리오브라더스》의 주인공이 됐다.

## 기타 매체

### 영화화
1993년 개봉된 슈퍼 마리오는 동명의 게임을 소재로 하였으며 쿠파가 지배하고 있는 디스토피아에서의 마리오 (밥 호스킨스)와 루이지 (존 레귀자모)의 공적을 따르고 있어, 이는 비디오 게임을 원작으로 하는 최초의 실사 영화였다. 마리오와 루이지가 주인공으로 등장하며 마리오가 루이지와 함께 데이지 공주와의 로맨스를 위해 팀을 이끌어내는 내용이다. 피치 공주는 이 영화에 나오지 않았다.
결과는 원작 게임과는 다른 소재로 인해 빈축을 샀고 영화 평론가들도 이에 대해 비판하기도 했다. 결국 2,100만 달러 수입을 거두면서 실패작이 되었으며 이 영화를 계기로 마리오 영상화 계보가 끊어지게 된다.
2014년 소니 픽처스 엔터테인먼트 해킹 사건에서 소니 픽처스가 닌텐도와 마리오를 소재로 한 애니메이션 영화를 만들기 위해 협상을 했다는 이메일이 유출되었으나 곧 성사되지 못했고, 2017년 11월에 닌텐도가 유니버설 픽처스, 일루미네이션과 협상하여 마리오를 소재로 한 애니메이션 영화를 제작하겠다고 보고한 바가 있다. 2018년 1월 닌텐도의 사장 기미시마 다쓰미는 협상이 확정되지 않았으나 조만간 발표가 있을 것이라고 밝혔으며, 후에 닌텐도는 일루미네이션과 함께 한 애니메이션 영화와 앞으로 나아갈 것이라는 단언을 하게 되었고, 미야모토 시게루와 크리스 멜러댄드리의 공동 제작을 진행함에 따라 사실상 마리오를 소재로 한 영화의 공동 제작이 시작되었다.
이후 2022년으로 개봉 날짜를 확정지으면서, 만약 개봉하게 될 경우 1993년에 나온 영화에 이어 29년만에 영상화가 이루어지게 된다.

## 여파
마리오가 등장한 비디오 게임은 256종으로 장르는 스포츠, 퍼즐, 경주, 1인칭 슈팅, 파티 등으로 다양하며 《마리오》 프랜차이즈는 역사상 가장 많이 팔린 비디오 게임 프랜차이즈이다. 《슈퍼 마리오》 본편 시리즈의 전세계 판매량은 3억 7천만 장 이상이다.

## 같이 보기
- 마리오 시리즈의 연도별 목록

## 참조

### 주해
1. ↑  영어: Mario, 일본어: マリオ